# 1 Pegasi
Désignations
1 Pegasi (en abrégé 1 Peg) est une étoile triple de la constellation boréale de Pégase, visible à l'œil nu avec une magnitude apparente de 4,09. D'après la mesure de sa parallaxe par le satellite Hipparcos, le système est distant d'environ ∼ 156 a.l. (∼ 47,8 pc) de la Terre. Il se rapproche du système solaire à une vitesse radiale héliocentrique de −78 km/s.

## Propriétés
1 Pegasi est un système d'étoiles triple. Son étoile primaire est la géante désignée 1 Pegasi A. Elle est accompagnée de 1 Pegasi B, qui est une binaire spectroscopique dont la composante visible est une naine orange. En 2019, elle était localisée à une distance angulaire de 36,3" et à un angle de position de 312° de 1 Pegasi A.

### 1 Pegasi A
L'étoile primaire du système, 1 Pegasi A, est une étoile géante orangée de type spectral K1III, ce qui signifie qu'elle a épuisé les réserves en hydrogène qui étaient contenues dans son noyau et qu'elle a évolué en s'éloignant de la séquence principale. Son âge est estimé à deux milliards d'années. C'est une étoile qui est 1,60 fois plus massive que le Soleil et son rayon vaut près de douze fois le rayon solaire. Sa métallicité, c'est-à-dire sa teneur en éléments plus lourds que l'hélium, est similaire à celle du Soleil. 1 Pegasi A est environ 63,5 fois plus lumineuse que le Soleil et sa température de surface est de 4 725 K.

### 1 Pegasi B
1 Pegasi B forme un sous-système binaire spectroscopique à raies simples, dont les deux étoiles complètent une orbite avec une période de 1 111 ± 4 jours et à une excentricité modérée de 0,290 ± 0,022. Sa magnitude apparente combinée est de 7,48. Son étoile visible est une naine orange de type spectral K0V.

### Compagnons visuels
Il existe deux autres étoiles accompagnant 1 Pegasi qui sont recensées dans les catalogues d'étoiles doubles et multiples. 1 Pegasi C est une étoile de magnitude 12,9 séparée de 64,3" de 1 Pegasi A, tandis que 1 Pegasi D est une étoile de magnitude 9,6 séparée de 5,3". Ce sont des compagnons purement visuels.